# کرنو پراهووا
کرنو یک منطقه در شهر پراهووا ، رومانی است. این منطقه از سه دهستان کرنو دو خو ، کورنو دو سوس و واله اپری تشکیل شده است که کرنو دو خو مرکز اصلی و اداری این منطقه است.  